# Estivales des orgues du Jura
Estivales des Orgues du Jura - « Festival de musique d'orgues » - est un festival de musique classique contemporaine organisé chaque été depuis 1997 en Franche-Comté dans le département du Jura.
Cette manifestation propose chaque été une quinzaine de concerts baroques, romantiques, contemporains, etc., avec de grandes personnalités artistiques.